# 10:23-campagne

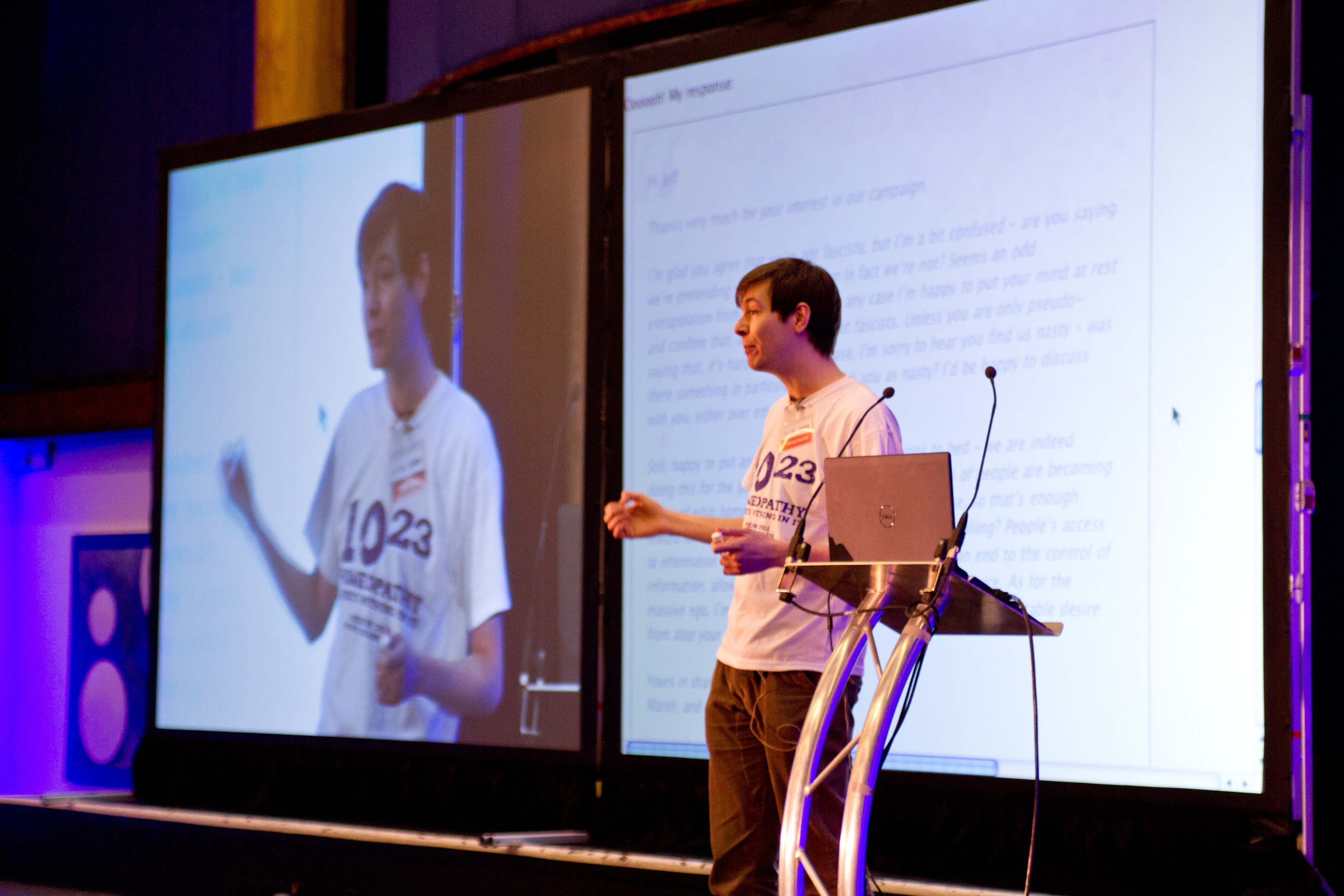
Michael Marshall leidt een homeopathische overdoseeractie op QED 2011.

De 10:23-campagne is een bewustmakings- en protestcampagne tegen homeopathie, georganiseerd door de Britse non-profit Merseyside Skeptics Society. Met deze campagne wil het zich kanten tegen de verkoop van homeopathische producten in het Verenigd Koninkrijk. De campagne heeft openbare 'overdoseeracties' met homeopathische preparaten op touw gezet.

## Doelstellingen
De campagne heeft als doel om mensen bewust te maken van de onaannemelijke en ongegronde beweringen van homeopaten. Ook de gewoonte van detailhandelaars, zoals Boots UK, om homeopathische preparaten naast mainstream geneesmiddelen in hun winkels aan te bieden, wordt met de campagne aangevochten. "De steun die Boots aan deze kwakzalverstherapie verleent, draagt direct bij tot de aanvaarding ervan als een echte medische behandeling door het Britse publiek, een aanvaarding die ongegrond is en steun die onverdiend is."
De organisatoren stellen dat homeopathie "een onwetenschappelijke en absurde pseudowetenschap" is en dat er volgens hun persbericht "niets in zit". Ze vechten de moraliteit aan van het verkopen van behandelingen aan de bevolking waarvan niet aangetoond is dat ze werkzaam zijn en die door de meerderheid van de wetenschappelijke gemeenschap verworpen worden.

## Naam
De naam van de campagne, 10:23, is een verwijzing naar de constante van Avogadro (ongeveer 6 × 1023 mol−1).

## Deelname
Op 30 januari 2010 organiseerden de Britse skeptici een massale protestactie waarbij alle deelnemers een overdosis homeopathische producten innamen om de onwerkzaamheid ervan aan te tonen. Vele actievoerders stonden aan winkels van Boots UK, andere winkels die homeopathische producten verkopen en andere prominente openbare plaatsen, en namen ieder 84 pillen arsenicum album in, 20 keer meer dan de aanbevolen dosis.
Een tweede overdoseeractie werd georganiseerd op 5 en 6 februari 2011. Over de hele wereld namen actievoerders in zeventig steden (in dertig landen) aan de campagne deel. In het Verenigd Koninkrijk vonden er evenementen plaats in Manchester, als deel van de QED-conferentie, en in Cardiff.
In Zweden, tijdens het jaarlijkse politieke forum Almedalsveckan (de ’Almedalen-week’) op het eiland Gotland, organiseerde de skeptische vereniging VoF in 2011 een overdoseeractie samen met de Zweedse astronaut en medelid Christer Fuglesang. Elf personen namen een overdosis (tien keer meer dan de aanbevolen dosis) van het homeopathische middel Coffea Alfaplex. De actie was geïnspireerd op de 10:23-campagne in het Verenigd Koninkrijk.
In april 2012 tijdens de Berkeley SkeptiCal-conferentie in de Verenigde Staten deden meer dan honderd personen aan een overdoseeractie mee. Ze namen allemaal Coffea Cruda in, dat bedoeld is voor het behandelen van slapeloosheid.
In België haalde de skeptische organisatie SKEPP in 2004 de krantenkoppen toen een dertigtal skeptici aan de Universiteit Gent een gelijkaardige zelfmoordstunt uithaalde met een overdosis homeopathisch verdund slangengif, belladonna en arseen. In februari 2011 deden het Belgische SKEPP en de Nederlandse organisaties Vereniging tegen de Kwakzalverij en Stichting Skepsis ook mee aan de wereldwijde 10:23-campagne. Ze voerden hun ludieke zelfmoordpoging uit in Brussel en Amsterdam om specifiek actie te voeren tegen de erkenning van homeopathische preparaten door het Europees Parlement.
Er werden bij niemand ongunstige effecten gemeld na de overdoseringen.
In 2015 deed "SciBabe" Yvette d'Entremont een demonstratie in een YouTube-video waarin ze 50 "homeopathische slaappillen" in één keer nam, zonder enig effect.

## Steun
Vooraanstaande wetenschappers en publieke figuren hebben hun steun verleend aan de 10:23-campagne, waaronder Phil Plait, de James Randi Educational Foundation, Simon Singh, Steven Novella, Penn Jillette en de Richard Dawkins Foundation for Reason and Science.
James Randi heeft voorstanders en verkopers van homeopathie uitgenodigd om de One Million Dollar Paranormal Challenge aan te gaan om te bewijzen dat homeopathie werkt en daarmee een geldprijs van 1 miljoen Amerikaanse dollar in de wacht te slepen. James Randi heeft ook zelf een overdosis homeopathische slaappillen genomen tijdens zijn show.

## Reacties en verslaggeving door de media
De campagne kreeg internationale aandacht in de media, waaronder The Australian, Medical Observer, BBC Independent, Telegraph en Guardian.
De British Homeopathic Association (de Britse vereniging voor homeopathie) deed de 10:23-campagne af als "uiterst onverantwoord" en beschreef de publieke overdosering als gevaarlijk en beweerde dat de deelnemers geen verstand hadden van het kiezen van geschikte remedies.
De in Melbourne gevestigde dr. Ken Harvey zei aan Pharmacy News dat de campagne mensen bewust zou maken van "de beperkte evaluatie die de TGA ('Therapeutic Goods Administration', het Australisch toezichtsorgaan voor therapeutische producten) uitvoert op door hen geregistreerde producten, waaronder homeopathische producten" en dat de campagne ook zou helpen om het verkeerdelijke beeld te ontkrachten dat "[homeopathische producten] dezelfde soort evaluatie als geneesmiddelen op recept hebben ondergaan, wat niet het geval is".

## Galerij

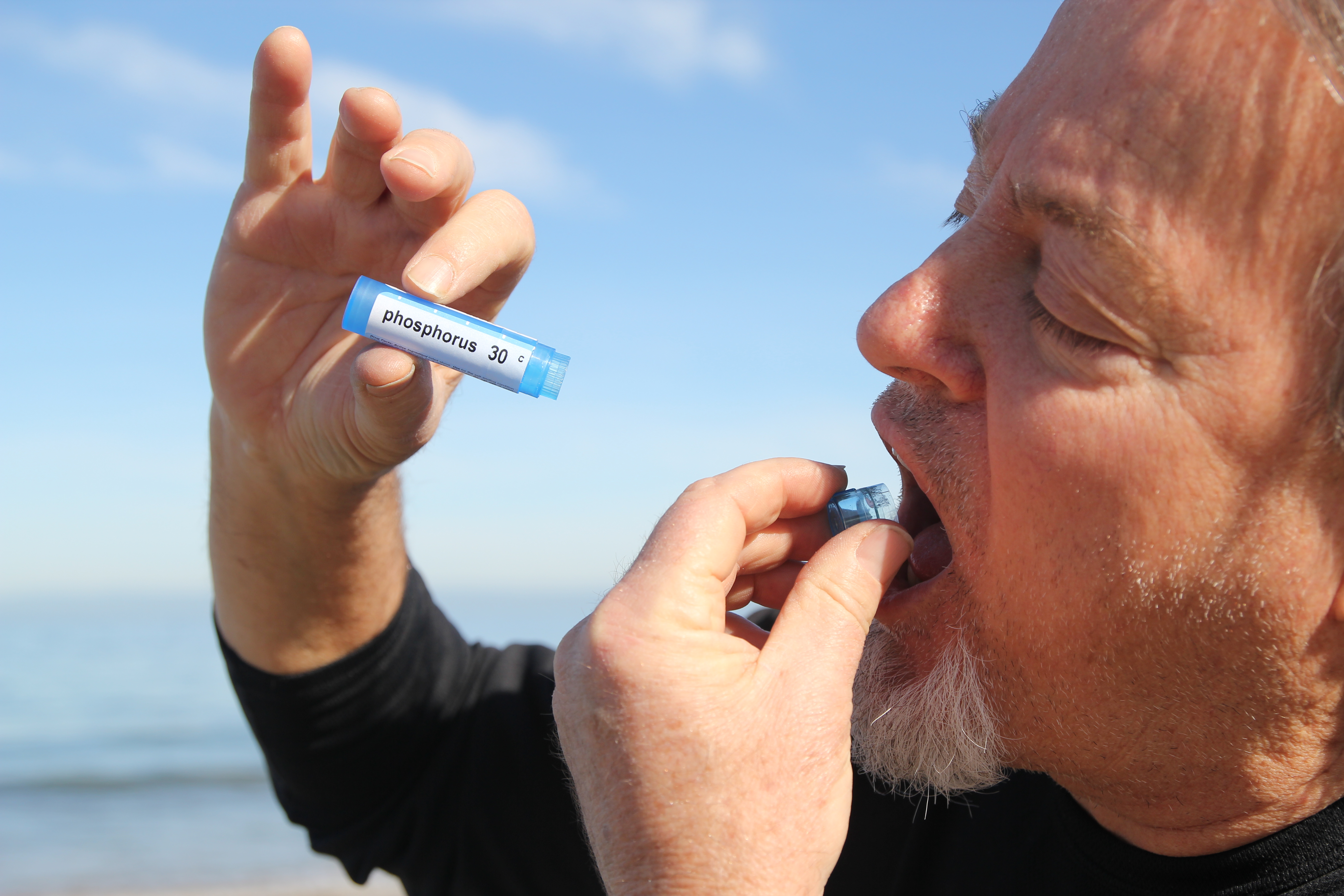
Skeptische activist en goochelaar Mark Edward neemt een overdosis in Monterey, CA 2011
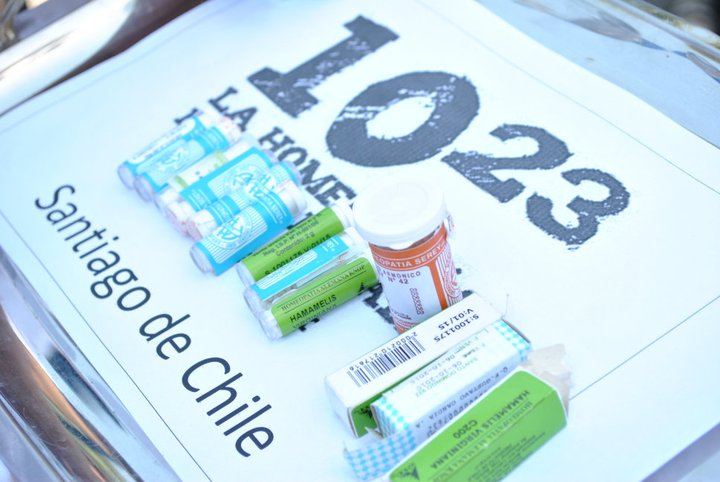
Dienblad met producten die in 2011 in Chili werden gebruikt
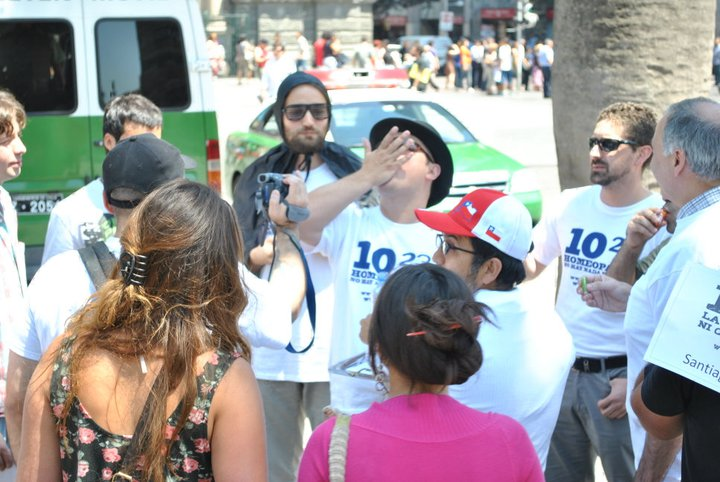
10:23-campagne in Santiago, Chili 2011
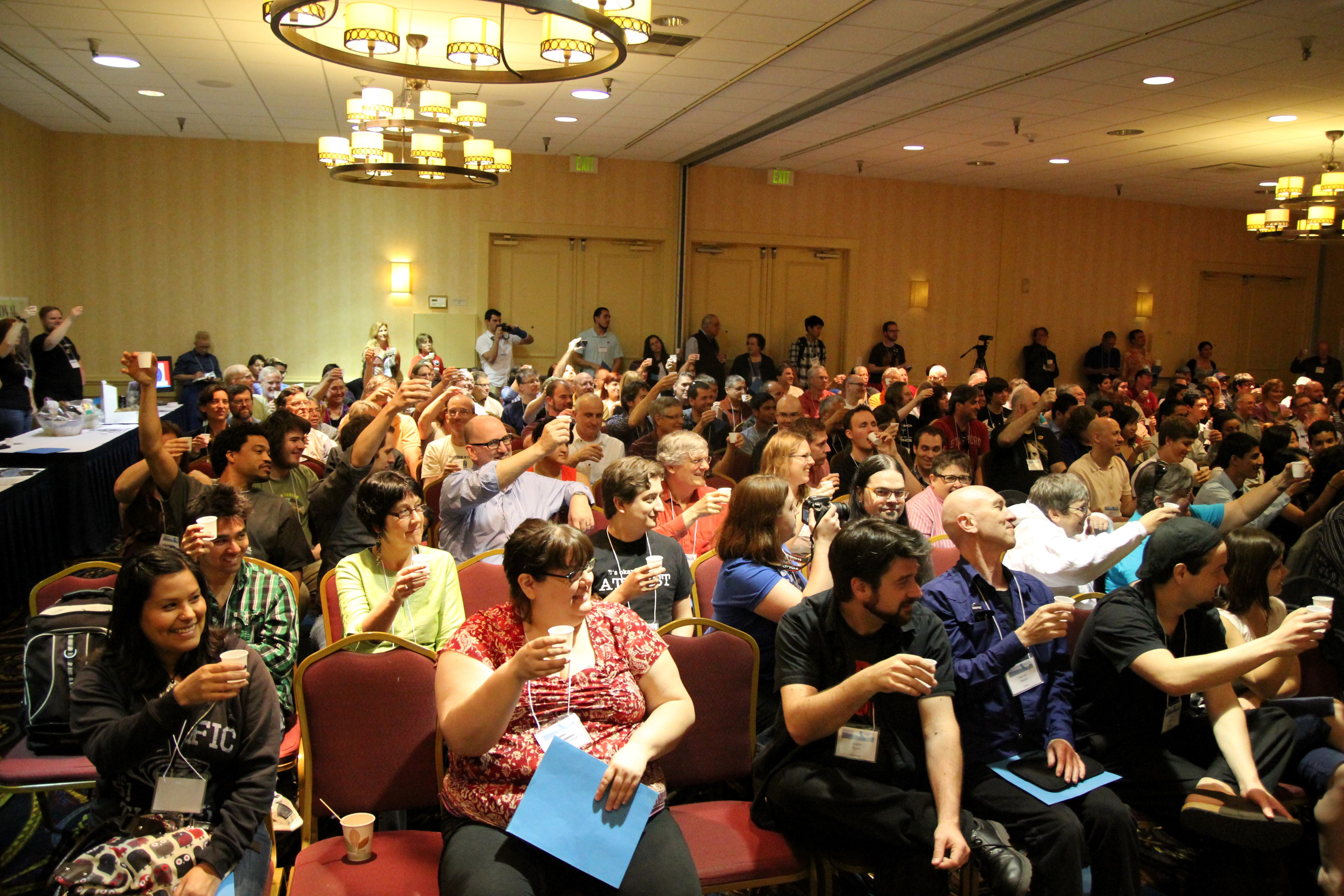
SkeptiCal-groep neemt een overdosis van een homeopathische oplossing. Berkeley, CA, 21 april 2012
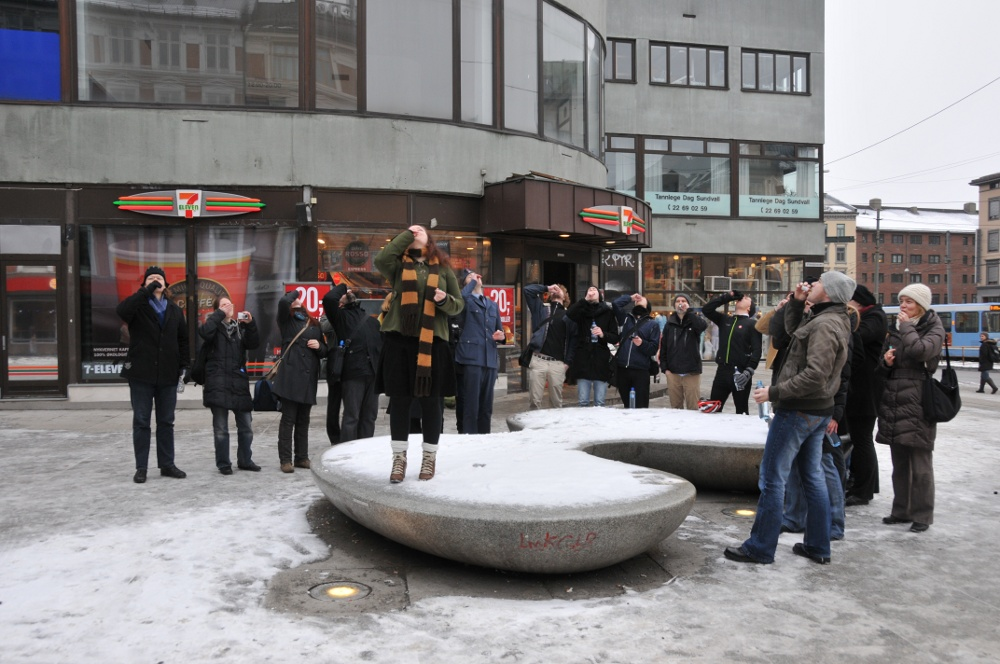
10:23-campagne in Oslo, Noorwegen, 2011
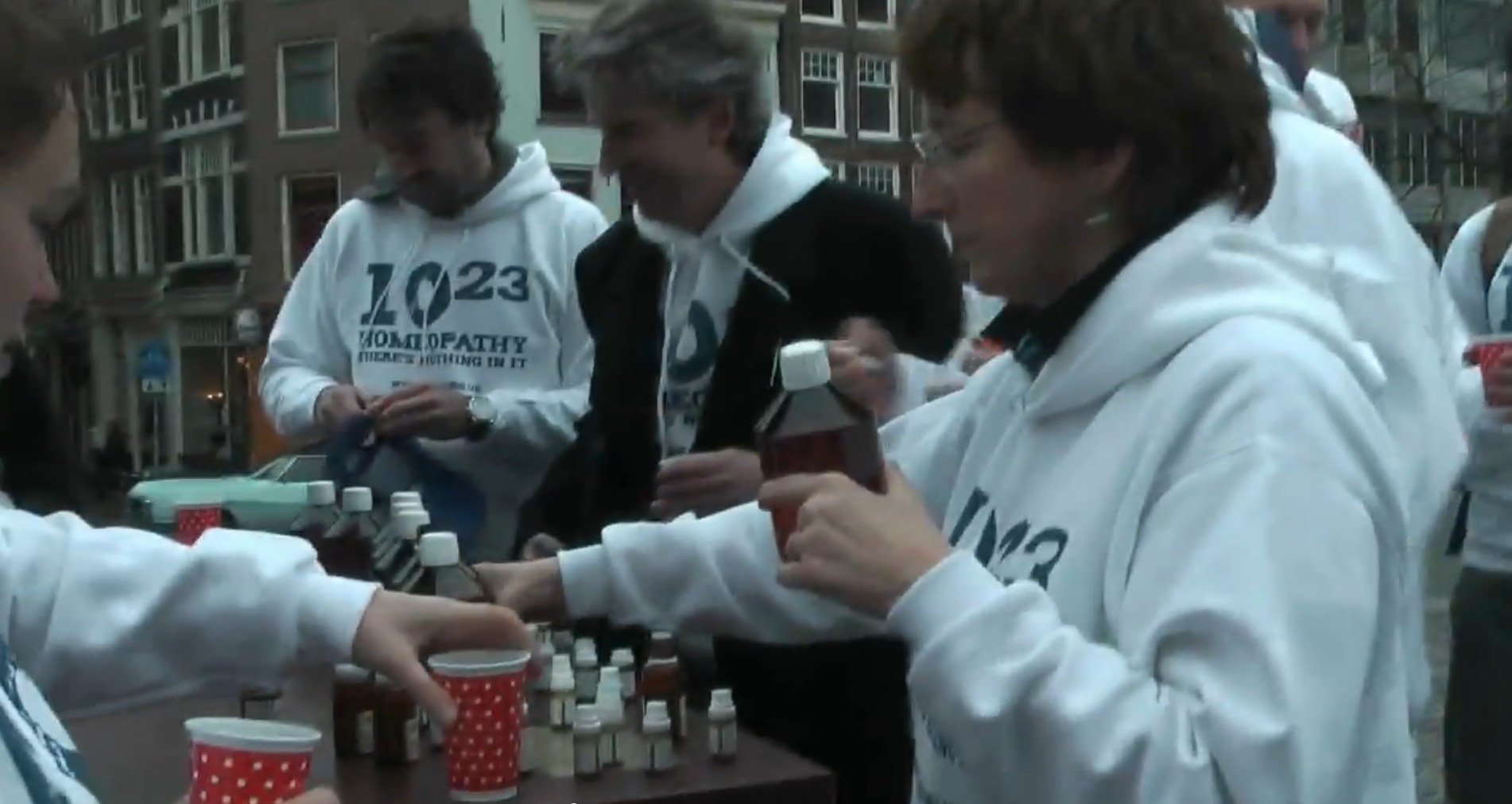
10:23 in Amsterdam
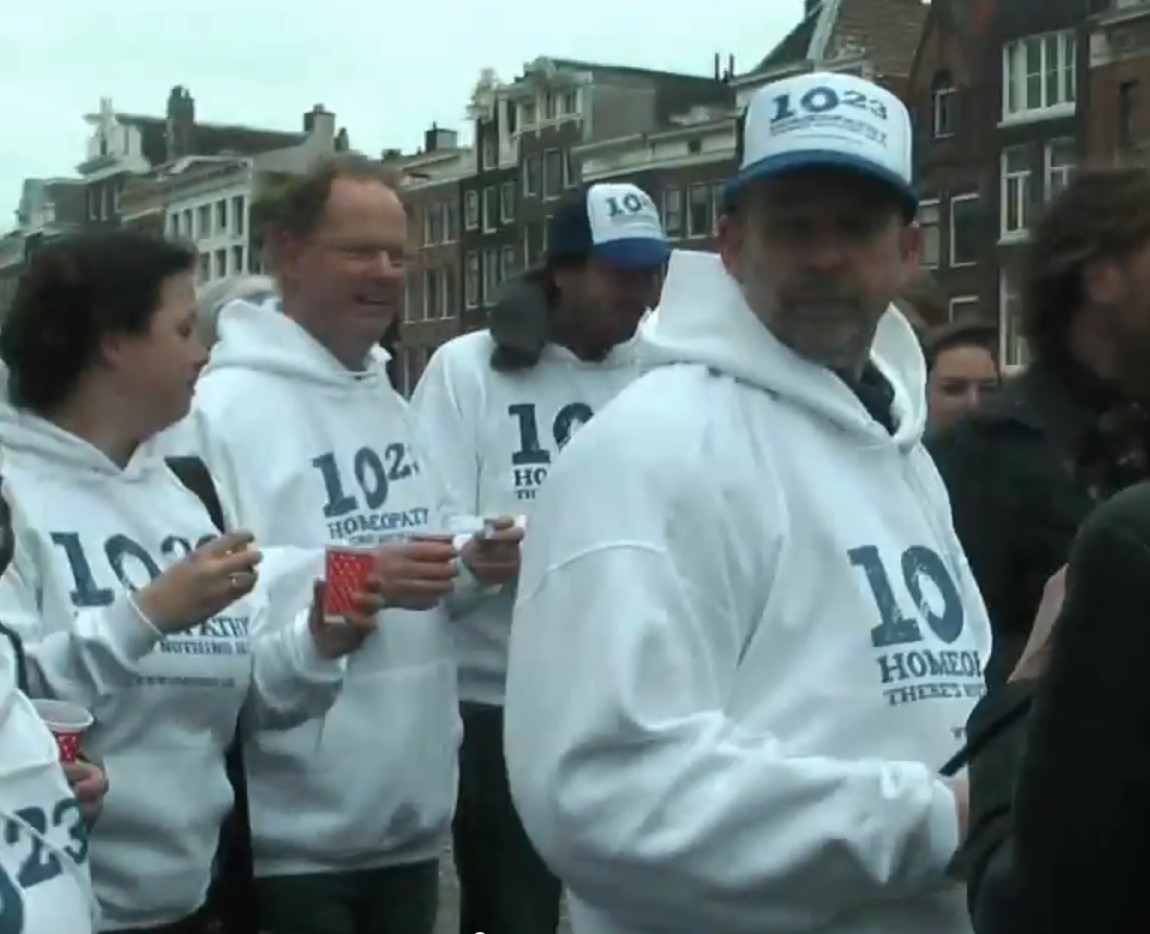
10:23 in Amsterdam